# Сідні Леру
Сідні Леру  (англ. Sydney Leroux, 7 травня 1990) — американська футболістка, олімпійська чемпіонка.

## Виступи на Олімпіадах
| Олімпіада   | Дисципліна | Місце |
| ----------- | ---------- | ----- |
| Лондон 2012 | футбол     | 1     |